# Kotel (nádoba)

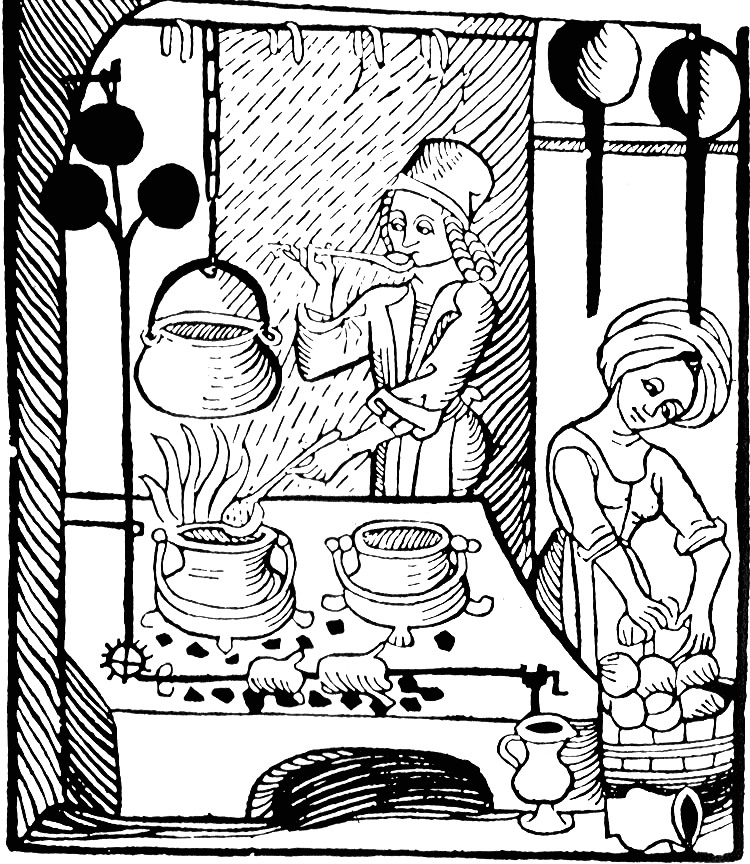
Středověká kuchyně s otevřeným ohněm a kotlíky na vaření (kolem roku 1505)

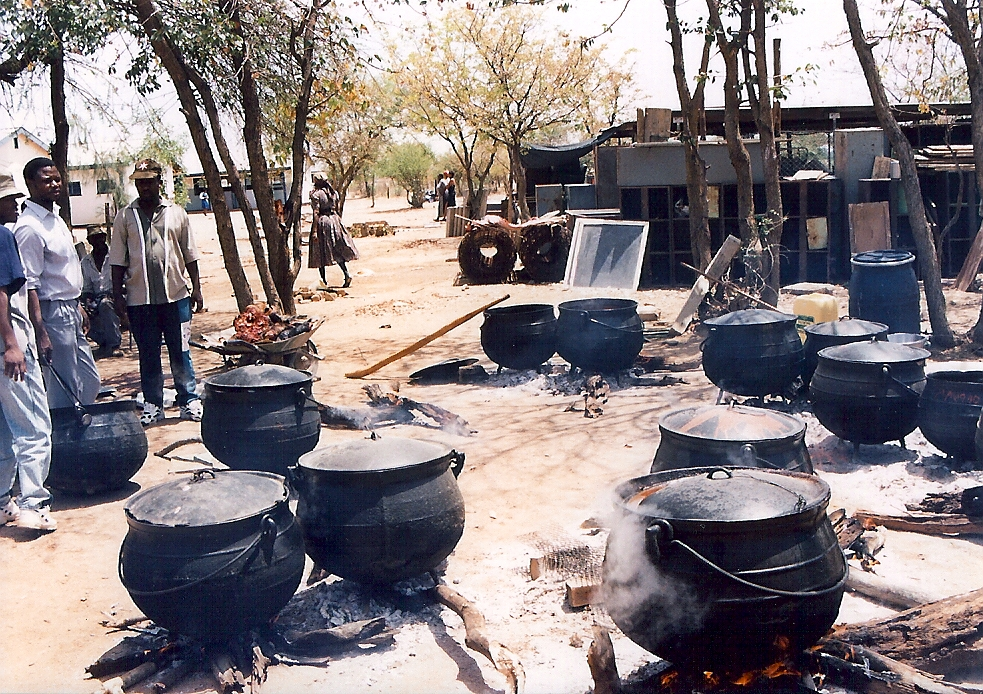
Příprava jídla v kotlích

Kotel je velká kovová oblá nádoba určená k vaření jídla nad otevřeným ohněm, zpravidla opatřená závěsným uchem. Příprava potravin v kotli byla dříve běžná, v moderní době však byl z větší části nahrazen sporákem. Používání je běžné v rozvojových zemích. Kotle a kotlíky vyráběli specializovaní kovotepci - kotláři z měděného nebo "černého" (železného) plechu.